# Шахта «Постниківська»
ДВАТ "Шахта «Постниківська». Входить до ДХК «Шахтарськантрацит».
Фактичний видобуток 1033/670 т/добу (1990/1999). 
Максимальна глибина 1000 м (1990—1999). Протяжність підземних виробок 52/53,7 км (1990/1999). У 1999 розробляє пласти h2', h6 потужністю 0,9-1,05 м, кути падіння 25-30°.
Пласти безпечні. Кількість очисних вибоїв 7/4, підготовчих 9/8 (1990/1999).
Кількість працюючих: 2351/1442 осіб, в тому числі підземних 1682/1066 осіб (1990/1999).
Адреса: 86220, вул. Капустіна, 100, м. Шахтарськ, Донецької обл.